# 佐礼谷村
佐礼谷村（されだにむら）は、1955年まで愛媛県の伊予郡にあった村であり、現在の伊予市の南東部の地域である。

## 地理

### 位置・地形
現在の伊予市の南東部の農山村。 中山川上流域に位置し、東に障子山、階上山、南に秦皇山がある。
国道56号の犬寄峠（現在は国道に犬寄トンネルがある）の南から東方に入った地域一帯である。
1921年（大正10年）人口2186人との記録がある。
北は南山崎村に、東及び南は旧中山町に、西は旧中山町に及び上灘村に接する。

### 地域
藩政期からの村である佐礼谷が一村でそのまま明治期に佐礼谷村となり、1955年（昭和30年）2月に中山町に合併（形としては新設合併）後も中山町の大字の一つとなった。
1958年（昭和33年）平岡地区を伊予市（旧）に編入した。
地名表記は伊予市となってからは「伊予市中山町佐礼谷」と大字を略し、中山町を冠する。

## 歴史
藩政期
- 大洲藩に属した。

明治以降
- 佐礼谷村は藩政期からの村名である。明治に入っても、初めは浮穴郡に、明治11年から下浮穴郡に属する。
- 1886年（明治19年） - 小学校開校。
- 1889年（明治22年） 12月15日 - 町村制施行により、佐礼谷村成立。
- 1897年（明治30年） 4月1日 - 伊予郡に属する。
- 1947年（昭和22年） - 中学校開校。
- 1955年（昭和30年） 2月1日 - 中山町との合併により中山町となる。

```
佐礼谷村の系譜
（町村制実施以前の村）
佐礼谷　━━━ 佐礼谷村　　　━━┓ （昭和30年2月1日合併）
　　　　　　  　　　　　   　　　┃━━　中山町　
　　　　　　　　中山町 　━━━━┛

```

## 産業
米、大豆、雑穀、薪、木材などを産した。

## 行政
役場を大字佐礼谷においた。いわゆる平成の合併により伊予市に移行してからも支所がおかれている。所在地:伊予市中山町佐礼谷甲816番地1

## 教育
- 小学校　佐礼谷小学校　1886年（明治19年）開校→中山町立を経て伊予市立佐礼谷小学校となっている[1]。
- 中学校　佐礼谷中学校　1947年（昭和22年）村立として開校→中山町立となり、1997年（平成9年）中山町立中山中学校へ統合〈現在は伊予市立中山中学校）